# Universidade Achievers
A Achievers University está localizado em Ouó, Nigéria. A universidade é uma iniciativa do setor privado, criada em 2007 e credenciada pela National Universities Commission (Comissão Nacional de Universidades - NUC). Ela está localizada em terra da comunidade Idasen de Ouó.
A universidade foi formada pelo Grupo de Empreendedores da Organização de Educação e Treinamento, localizado no estado de Ibadã, Oió, na Nigéria, e dirigida pelo Sr. Bode Ayorinde e outros educadores. A universidade iniciou suas atividades acadêmicas durante a sessão acadêmica de 2007/2008.
No ranqueamento anual das universidades da Comissão Nacional de Universidades da Nigéria (NUC) para 2013, foi avaliado em 53º.

## História
Em julho de 2012, foi uma das sete universidades privadas da Nigéria com cursos não aprovados ou de baixa qualidade e instalações precárias. A licença foi restaurada em 17 de julho de 2012 após uma inspeção pela Comissão Nacional de Universidades.